# John J. York
John Joseph Robert York, bardziej znany jako John J. York (ur. 10 grudnia 1958 r, w Chicago w stanie Illinois) − amerykański aktor telewizyjny. Stał się rozpoznawalny dzięki roli komisarza policji Maco Scorpio w operze mydlanej ABC Szpital miejski (General Hospital).

## Życiorys
Urodził się jako piąte z sześciorga dzieci i wychowywał w rodzinie katolickiej w Chicago w stanie Illinois, gdzie ukończył Brother Rice High School. W młodości uwielbiał grać w piłkę nożną. W wieku 17 lat zdiagnozowano u niego wrzodziejące zapalenie jelita grubego. Choroba uniemożliwiła mu spełnić jego marzenie o karierze piłkarskiej. W 1983 roku, York postanowił przenieść się do Kalifornii, gdzie rozpoczął karierę aktorską i wystąpił gościnnie m.in. w operze mydlanej ABC Dynastia jako pracownik. Został rzecznikiem Crohn's and Colitis Foundation of America, dla której zrealizował ogłoszenia dotyczące usług publicznych.
15 sierpnia 1986 r. ożenił się z reżyserką castingu Vicki Manners. Mają córkę Schyler Nicole (ur. 9 lutego 1991).

## Filmografia

### Seriale TV
- 1983: Hotel jako Tony Fanzo
- 1983: Dynastia jako pracownik
- 1983: Listen to Your Heart jako Steve
- 1985: Hotel jako Tim Fiedler
- 1986: Detektyw Hunter (Hunter) jako Robert Kephardt
- 1986: Hotel jako Alan O’Connor
- 1987-88: Werewolf jako Eric Cord
- 1989: Family Ties jako Matthews
- 1989: Napisała: Morderstwo (Murder, She Wrote) jako Jonas Holt
- 1990: 21 Jump Street jako Keith Taylor
- 1990: Sydney jako Derek
- od 1991: Szpital miejski (General Hospital) jako Malcolm 'Mac' Scorpio
- 1997-2000: Port Charles jako komisarz Malcolm 'Mac' Scorpio
- 1997-98: Słodkie zmartwienia (Clueless) jako pan Mazza
- 2001: Wszystkie moje dzieci (All My Children) jako Malcolm 'Mac' Scorpio
- 2001: Port Charles jako komisarz Malcolm 'Mac' Scorpio
- 2002: Świat nonsensów u Stevensów (Even Stevens) jako Barry Hudson Jr.
- 2002: Port Charles jako komisarz Malcolm 'Mac' Scorpio
- 2004: Veronica Mars jako Randall
- 2005: On, ona i dzieciaki (My Wife and Kids) jako Chłopak
- 2007-2008: General Hospital: Night Shift jako komisarz Malcolm 'Mac' Scorpio
- 2011: Pound Puppies: Psia paczka (Pound Puppies) jako Harry / pasażer #2 (głos)
- 2011: Czarodzieje z Waverly Place (Wizards of Waverly Place) jako gospodarz teleturnieju
- 2012: Pound Puppies: Psia paczka (Pound Puppies) jako Brutus / kierowca autobusu (głos)
- 2012: Pound Puppies: Psia paczka (Pound Puppies) jako Buford (głos)
- 2013: Castle jako rozmówca przeprowadzający wywiad

### Filmy fabularne
- 1983: Słuchaj swego serca (Listen to Your Heart) jako Steve
- 1984: Chattanooga Choo Choo jako Mickey
- 1989: Thunderboat Row jako Lon Otto
- 1991: Żelazna konsekwencja (Steel and Lace) jako Craig
- 1996: Closer and Closer jako B.J. Conners
- 2004: The Eavesdropper jako Grant Kane
- 2006: Drake i Josh jadą do Hollywood (Drake and Josh Go Hollywood) jako Milo McCrary